# Ciorraga
Ciorraga (en euskera y oficialmente Ziorraga) es una localidad del municipio de Zuya, en la provincia de Álava, País Vasco (España).

## Geografía
Se ubica en el límite de Zuya con el municipio de Amurrio, estando formado por caseríos situados a lo largo de la carretera que une Vitoria con Bilbao, desde el cruce de Amurrio (Escuela de Urquillo) hasta el comienzo de la jurisdicción de este mismo pueblo.

## Historia
En 1758 era el señor de la torre de Ciorraga Pedro Fernández de Ugarte, habiendo existido también en la localidad la torre de Zubiate.
Hacia mediados del siglo XIX, el lugar era referido como un barrio perteneciente a Murguía. Aparece descrito en el sexto volumen del Diccionario geográfico-estadístico-histórico de España y sus posesiones de Ultramar de Pascual Madoz con las siguientes palabras:

CIORRAGA: barrio en la prov. de Alava, part. jud. de Amurrio, ayunt. de Zuya, térm. de Murguia.
(Madoz, 1847, p. 412)

En 2022, tenía empadronados doce habitantes.

## Demografía
| Gráfica de evolución demográfica de Ciorraga entre 2000 y 2019 |
|                                                                |
| Población de derecho según los censos de población del INE.    |

## Monumentos
- Ermita de Nuestra Señora del Yermo. Se ubica en el paraje de Ermua-Sautu, en los montes de Altube, aislada y en pleno monte.